# Список городов Волжской Булгарии

В данной статье представлен список городов Волжской Булгарии — исторического государства в Среднем Поволжье и бассейне Камы (X—XIII века). Список дан в хронологическом порядке упоминания городов в письменных источниках. В летописях и других источниках упоминается не менее восьми городов Волжской Булгарии. По данным археологических исследований из городищ выделяют до 35 городов.

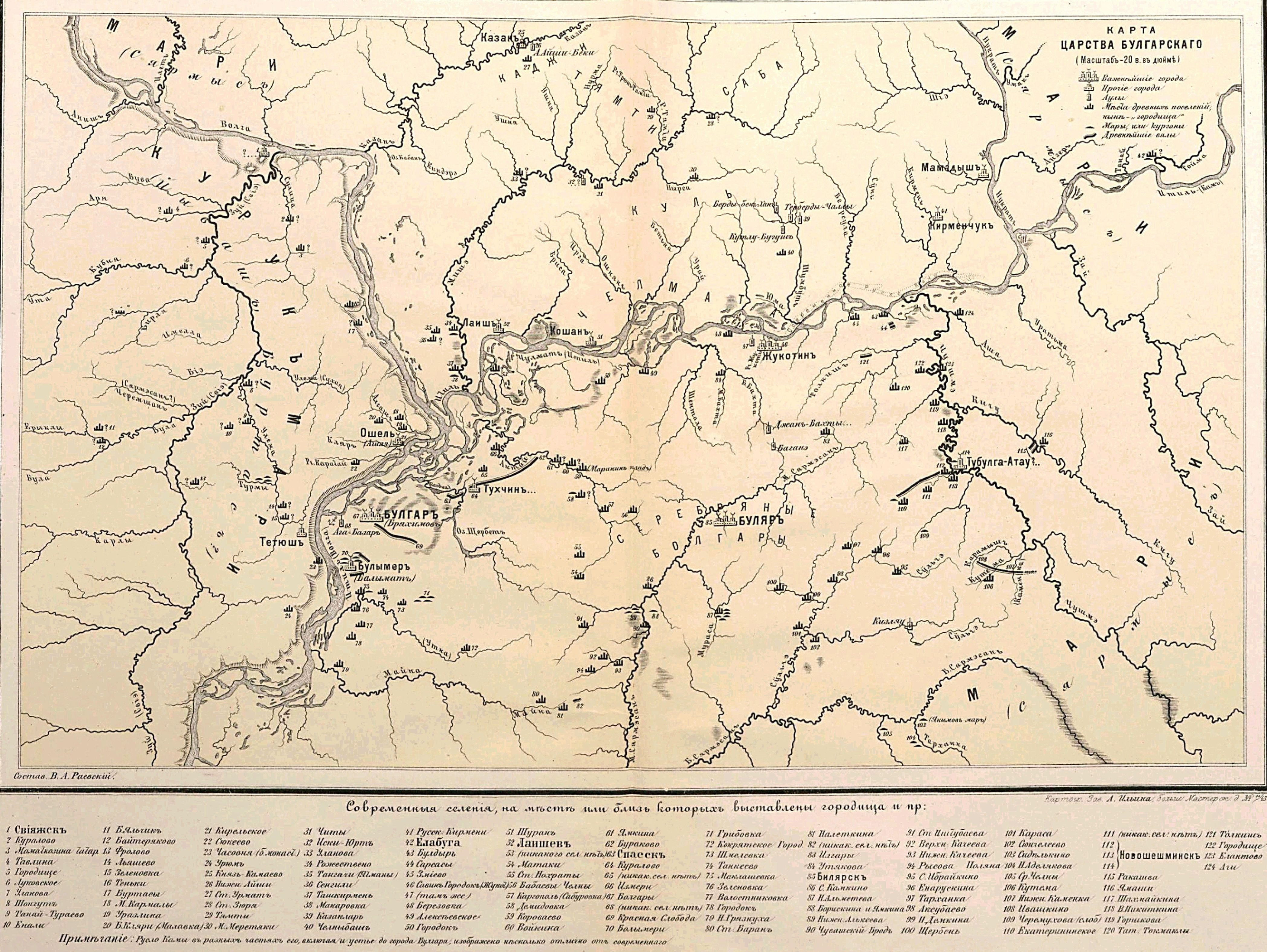
Карта Царства Булгарского